# Snethlages zijdeaapje
Snethlages zijdeaapje (Mico emiliae) is een zoogdier uit de familie van de klauwaapjes (Callitrichidae). De wetenschappelijke naam van de soort werd voor het eerst geldig gepubliceerd door Oldfield Thomas in 1920.

## Voorkomen
De soort komt voor in Brazilië.